# Muckanaght
Muckanaght är ett berg i republiken Irland.   Det ligger i grevskapet County Galway och provinsen Connacht, i den västra delen av landet, 240 km väster om huvudstaden Dublin. Toppen på Muckanaght är 659 meter över havet, eller 252 meter över den omgivande terrängen. Bredden vid basen är 3,1 km.
Terrängen runt Muckanaght är huvudsakligen lite kuperad.Runt Muckanaght är det mycket glesbefolkat, med 2 invånare per kvadratkilometer. Närmaste större samhälle är Clifden, 11,3 km väster om Muckanaght. Trakten runt Muckanaght består i huvudsak av gräsmarker.